# Leptospermonastes fasciatus
Leptospermonastes fasciatus är en insektsart som beskrevs av Taylor 1990. Leptospermonastes fasciatus ingår i släktet Leptospermonastes och familjen rundbladloppor. Inga underarter finns listade i Catalogue of Life.